# エコ・エコ・アザラク
エコ・エコ・アザラク（Eko Eko Azarak）は、ウイッカのチャントの冒頭のフレーズ。「魔女の詠唱」または「エコ・エコ詠唱」としても知られている。エコ・エコ詠唱は、1949年のジェラルド・ガードナーによるオカルト小説『High Magic's Aid』に登場した。

## 概要
以下の形式は、組織化された現代の宗教としてのウィッカの創設者と見なされているジェラルド・ガードナーによって使用された。
Eko, eko, azarak. Eko, eko, zomelak.
Bagabi lacha bachabe, Lamac cahi achababe.
Karrellyos.
Lamac lamac bachalyas.
Cabahagy sabalyos. Baryolos.
Lagoz atha cabyolas. Smnahac atha famolas.
Hurrahya.
別のパターンでは、様々なウィッカの神々、通常はケルヌンノスとアラディアに敬礼を捧げた。他の組み合わせには、有角神とアラディア、ハーンとヘカテー、オシリスとイシスが含まれる。
1980年代半ばまでに、ウィッカンが使用するエコ・エコ詠唱の多くの種類が生まれ、一部はアザラクの代わりにゾメラクを使った。

## 大衆文化
エコ・エコ・アザラクは、ウィッカ以外でもよく知られており、テレビシリーズやいくつかの実写映画にもなった古賀新一の漫画『エコエコアザラク』の名前の由来となった。イギリスのドゥームメタルバンドであるエレクトリック・ウィザードは、2004年のアルバム「We Live」に「エコ・エコ・アザラク」という曲を収録した。